# Policía Nacional del Perú

Abzeichen der Policía Nacional del Perú

Die Policía Nacional del Perú (PNP) ist die nationale Polizei Perus. Sie ist zuständig für die Sicherheit an Land, in der Luft und auf See.

## Struktur
Neben dem normalen Polizeidienst gibt es eine Reihe spezieller Einheiten, darunter:
- DIROES (Dirección de Operaciones Especiales, deutsch: Direktion für Spezialeinsätze)
- DIRANDRO (Dirección Antidrogas, deutsch: Direktion Antidrogen)
- DIRINCRI (Dirección de Investigación Criminal; deutsch: Direktion der Kriminalpolizei)
- DIRCOTE (Dirección Contra el Terrorismo, deutsch: Direktion Antiterror)

## Ausrüstung
Polizeibeamte in Peru waren im Dienst lange Zeit auf ihre privaten Mobiltelefone angewiesen. Viele Fußstreifen und zahlreiche Streifenfahrzeuge verfügten nicht über Funkgeräte. 2012 wurden in einigen Fahrzeugen offiziell abhörsichere digitale Geräte eingebaut. Ein digitales Funksystem, das bereits in La Punta im äußersten Westen der Provinz Callao getestet worden war, sollte ab März 2013 stufenweise in ganz Peru flächendeckend eingeführt werden. Der damalige Vize-Innenminister Roberto Reynoso sagte, die peruanische Polizei werde damit das „beste Kommunikationssystem der Region“ haben. Zunächst sollten 6000 Endgeräte eingesetzt werden, davon 4000 für Fußstreifen, 1700 für Streifenwagen und 300 für Polizeidienststellen. Bis 2016 sollte das ganze Land mit digitalem Polizeifunk ausgestattet werden. Das verwendete System kann mit bis zu 18000 Endgeräten arbeiten, darunter auch mit speziellen Empfängern für Feuerwehr, Krankenwagen und Überwachungskameras. Für eine Testphase wurden zunächst die Überwachungskameras des Metropolitano-Schnellbussystems in Lima integriert. Neben dem Sprechfunk soll das neue System später auch den Zugang zu den Datenbanken der Melderegisterbehörde RENIEC (Registro Nacional de Identificación y Estado Civil) ermöglichen, in denen auch Fingerabdrücke gespeichert sind.

## Kriminalität
Laut Auswärtigem Amt ist das Risiko, in Peru Opfer von Überfällen, Diebstählen oder Entführungen zu werden, erhöht. Perus Regierung gab 2016 erstmals die Existenz von Todesschwadronen innerhalb der Polizei zu. Rund um die Plaza de Armas in Cusco hat die PNP ein digitales Video-Überwachungssystem installiert.

## Geschichte
Die PNP entstand 1988 aus dem Zusammenschluss der Kriminalpolizei, der Sicherheitspolizei und der Republikanischen Garde; sie untersteht dem peruanischen Innenministerium.
In der peruanischen Öffentlichkeit wurden lange Zeit Gerüchte über eine angebliche Bande von Massenmördern, den sogenannten Pishtacos kolportiert, der seit den 1970er Jahren zahlreiche Morde zugeschrieben wurden. Es stellte sich jedoch heraus, dass es sich um eine Erfindung von Polizeibeamten handelte und die Bande nie bestanden hatte. Die Beamten hatten so versucht, Selbstjustiz und andere Straftaten zu vertuschen.